# Sendai Shirayuri Women's College
Il Sendai Shirayuri Women's College è un'università privata di indirizzo cattolico con sede a Izumi-ku, in Giappone.

## Storia
Le origini del college si ricollegano a quelle della scuola femminile fondata nel 1893 dalle suore ospedaliere di San Paolo di Chartres. La scuola fu elevata al rango di junior college nel 1966 e nel 1996 iniziò a erogare corsi accademici della durata di quattro anni.